# Sofian Chahed
Sofian Chahed (* 18. April 1983 in West-Berlin) ist ein ehemaliger tunesisch-deutscher Fußballspieler und aktiver Fußballtrainer. Er spielte meist auf der Position des Rechtsverteidigers, kam aber auch im rechten und defensiven Mittelfeld zum Einsatz. Seit 1. Juli 2023 ist Chahed bei Hertha BSC Leiter Frauenfußball.

## Karriere

### Vereine

#### Anfänge
Sofian Chahed fing mit vier Jahren im September 1987 beim FV Wannsee an Fußball zu spielen. 1991 wechselte er in die Jugendabteilung von Hertha Zehlendorf.

#### Hertha BSC
Chahed wechselte 1999 in die Nachwuchsabteilung von Hertha BSC und errang mit der B-Jugendmannschaft dank seines Siegtreffers zum 1:0 über die B-Jugendmannschaft des FC Bayern München die Deutsche B-Juniorenmeisterschaft 2000. 2002 rückte er dann in die Regionalliga-Mannschaft auf. Von dort holte ihn Falko Götz im Jahre 2003 in das Profiteam, in dem er häufig im zentralen defensiven Mittelfeld neben oder für Dick van Burik auflief. Trotz seines jungen Alters gehörte Chahed in der jungen Berliner Mannschaft zu den Erfahrenen.
Am 15. Dezember 2005 absolvierte er sein erstes internationales Pflichtspiel im UEFA Cup beim 0:0 gegen Steaua Bukarest. Nachdem er in der Saison 2008/09 nahezu die komplette Rückrunde wegen eines Muskelbündelrisses im Leistenbereich verpasst hatte, wurde sein Vertrag im Mai 2009 nicht verlängert.

#### Hannover 96
Im August 2009 unterschrieb Chahed einen Zweijahresvertrag bei Hannover 96, um dort vor allem der rechten Abwehrseite Stabilität zu verleihen. Gleich in der ersten Saison bei Hannover 96 konnte er überzeugen und erzielte seine einzigen Treffer für Hannover. Allerdings konnte er nie Steven Cherundolo verdrängen. Im März 2011 folgte ein weiterer Zweijahresvertrag bei Hannover 96.
Aufgrund einer längeren Verletzung von Cherundolo kam er zu Beginn der Rückrunde der Saison 2012/13 zu mehreren Einsätzen auf der Position des rechten Außenverteidigers als Stammspieler. Gegen den FC Schalke 04 war er der erste Außenverteidiger in der Mannschaft von Hannover 96, der eine Torvorlage gab. Im darauf folgenden Spiel gegen den VfL Wolfsburg bereitete er zwei weitere Treffer vor. Zur Saison 2013/14 erhielt Chahed keinen neuen Vertrag in Hannover.
Seit Mitte September hielt er sich beim Regionalligisten SV Babelsberg 03 fit. Ende Dezember 2013 spielte Chahed beim Zweitligisten SpVgg Greuther Fürth, die einen Backup für Daniel Brosinski suchten, vor, zu einer Verpflichtung kam es dann aber nicht. Nach einem Jahr Vereinslosigkeit unterschrieb er am 30. Juli 2014 einen Einjahresvertrag beim Zweitligisten FSV Frankfurt. Im November 2014 wurde Chaheds Vertrag aus privaten Gründen bereits wieder aufgelöst.

### Nationalmannschaft
Nachdem Chahed in der Jugend noch für den DFB gespielt hatte, entschied er sich 2009, für die tunesische A-Nationalmannschaft zu spielen. Sein Debüt gab er am 11. Oktober 2009 in einem WM-Qualifikationsspiel gegen Kenia.

## Trainerstationen
2014 begann Chahed, als Trainer zu arbeiten. 2016–2020 trainierte er verschiedene Jugendmannschaften von Hertha BSC.
Zur Spielzeit 2020/21 wechselte er als Cheftrainer zum Frauenfußballteam Turbine Potsdam. Zeitgleich begann eine auf drei Jahre angelegte Kooperation zwischen Hertha BSC und Turbine Potsdam.

## Privates
Sein Vater Kamel ist Tunesier und spielte in seiner Heimat als Torhüter, seine Mutter Sylvia ist Deutsche, der Bruder Djamel hat früher auch Fußball gespielt. Seine Zwillingsschwestern Sarah und Nadja sind Schwimmerinnen.
Er ist leicht zu verwechseln mit seinem ehemaligen Mannschaftskameraden Sofien Chahed. Aufgrund dessen spielte er eine Zeit lang mit seinem Vornamen Sofian auf dem Rücken.
Seit 2011 engagiert sich Sofian Chahed bei Show Racism the Red Card Deutschland e. V. Im November beteiligte er sich bei einem Workshop der Bildungsinitiative und berichtete den Schülern und Schülerinnen über seine eigenen Erfahrungen mit Rassismus und Diskriminierung.

## Trivia
Sofian Chahed spielt im Musikvideo von Ich + Ich Vom selben Stern (2007) mit. Auch im Video My Business (2007) des Berliner Hip-Hop-Duos am2pm tritt er auf.